# Кубок Волині з футболу 2020
Кубок Волині з футболу 2020 — розіграш Кубка Волині з футболу. Тривав з 15 серпня 2020 року до 16 листопада 2020 року. Фінальний матч відбувся 15 листопада 2020 року в місті Луцьк між командами "Вотранс" (Луцьк) і ФЦ "Ковель-Волинь" на стадіоні "Підшипник".

## Учасники
| - "Вотранс" (Луцьк) - "Фенікс" (Луцьк) - ФК "Рожище" - ФЦ "Ковель-Волинь" - ДП Шацьке УДЛГ (Шацьк) - "Надія" (Хорів) - "Колос" (Ківерці) - "Шахтар" (Нововолинськ) - "Торпедо" (Копачівка) - НФК "Боратин" - "Будівельник" (Маневичі) - Луцьксантехмонтаж-536 (футбольний клуб) - "Агропродукт" (Горохів) - "Прип'ять" (Любешів) - АСК "Забороль" - НФК "Колос" (Іваничі) |

## 1/8 фіналу[1]
| Команда 1                | Рахунок       | Команда 2                               |
| ------------------------ | ------------- | --------------------------------------- |
| "Вотранс" (Луцьк)        | 4:0           | "Фенікс" (Луцьк)                        |
| ФК "Рожище"              | 0:2           | ФЦ "Ковель-Волинь"                      |
| ДП Шацьке УДЛГ (Шацьк)   | 2:7           | "Надія" (Хорів)                         |
| "Колос" (Ківерці)        | 0:5           | "Шахтар" (Нововолинськ)                 |
| "Торпедо" (Копачівка)    | 2:1           | НФК "Боратин"                           |
| "Будівельник" (Маневичі) | 1:1(пен. 3-2) | Луцьксантехмонтаж-536 (футбольний клуб) |
| "Агропродукт" (Горохів)  | 6:2           | "Прип'ять" (Любешів)                    |
| АСК "Забороль"           | 3:0           | НФК "Колос" (Іваничі)                   |

## 1/4 фіналу
| Команда 1                | Рахунок | Команда 2               |
| ------------------------ | ------- | ----------------------- |
| "Торпедо" (Копачівка)    | 0:7     | "Агропродукт" (Горохів) |
| "Будівельник" (Маневичі) | 0:7     | "Вотранс" (Луцьк)       |
| "Надія" (Хорів)          | 0:2     | "Шахтар" (Нововолинськ) |
| ФЦ "Ковель-Волинь")      | 1:0     | АСК "Забороль"          |

## 1/2 фіналу
| Команда 1               | Рахунок | Команда 2               |
| ----------------------- | ------- | ----------------------- |
| ФЦ "Ковель-Волинь"      | 1:0     | "Шахтар" (Нововолинськ) |
| "Агропродукт" (Горохів) | 0:3     | "Вотранс" (Луцьк)       |

## Фінал[5][6]
| 15 листопада 2020 |

| "Вотранс" (Луцьк)       | 1:0 | ФЦ "Ковель-Волинь" |
| ----------------------- | --- | ------------------ |
| Олександр Гергелюк 75п' |     |                    |

| 'Підшипник' м. Луцьк Арбітр: Андрій Шевчук ас. Михайло Юхименко, ас. Руслан Гоза |